# Nelgjoeoe
De Nelgjoeoe (Russisch: Нельгюу) is een 164-kilometer lange rechterzijrivier van de Timpton, gelegen in de Russische autonome republiek Jakoetië, in Oost-Siberië. De rivier ontspringt op het Hoogland van Aldan in het zuidoosten van Jakoetië.
De belangrijkste zijrivier is de Oelachan-Kjomjoes (27 km) aan rechterzijde. De rivier is bevroren van de tweede helft van oktober tot midden mei.